# Lurdes Monteiro
Pour les articles homonymes, voir Monteiro (homonymie).
Lurdes Marcelina Manuel Monteiro (née le 11 juillet 1984) est une joueuse angolaise de handball. Elle joue pour le club de Primeiro de Agosto et elle est membre de l'équipe d'Angola de handball féminin. Elle a représenté l'Angola au Championnat du monde de handball féminin 2013 en Serbie, au Championnat du monde de handball féminin 2015 au Danemark et aux Jeux olympiques d'été de 2016,.

## Palmarès

### En équipe nationale
Jeux olympiques
- 8e place aux Jeux olympiques 2016

Championnats du monde
- 11e place au Championnat du monde 2009
- 16e place au Championnat du monde 2013
- 16e place au Championnat du monde 2015

Championnats d'Afrique
- Médaille d'or au championnat d'Afrique 2016
- Médaille d'or aux Jeux africains 2015.